# 柏原市立玉手山公園
柏原市立玉手山公園（かしわらしりつ たまてやまこうえん）は、大阪府柏原市にある玉手山丘陵地帯にある都市公園（総合公園）で、1999年（平成11年）3月に開園した。

## 沿革・概要
前身は1908年（明治41年）に河南鉄道（現在の近鉄南大阪線）によって開設された西日本で最も古い遊園地である近鉄玉手山遊園地。近鉄玉手山遊園地は1998年（平成10年）5月31日に90年の歴史を閉じた。なお、敷地の大部分を所有する宗教法人である安福寺の檀家からの要請で、柏原市が近鉄から遊戯具等の設備を含むほぼそのままの形で運営を引き継ぐこととなり、約1年間の休園の後、1999年（平成11年）3月に柏原市立玉手山公園（「ふれあいぱーく」）として開業した。
なお、68,000平方メートルの敷地の大部分は地元の安福寺の所有地であり、かつては近鉄興業（当時）が安福寺から借地しており、現在は柏原市が安福寺から、年間670万円程の賃貸料で借地している。

## 立地環境

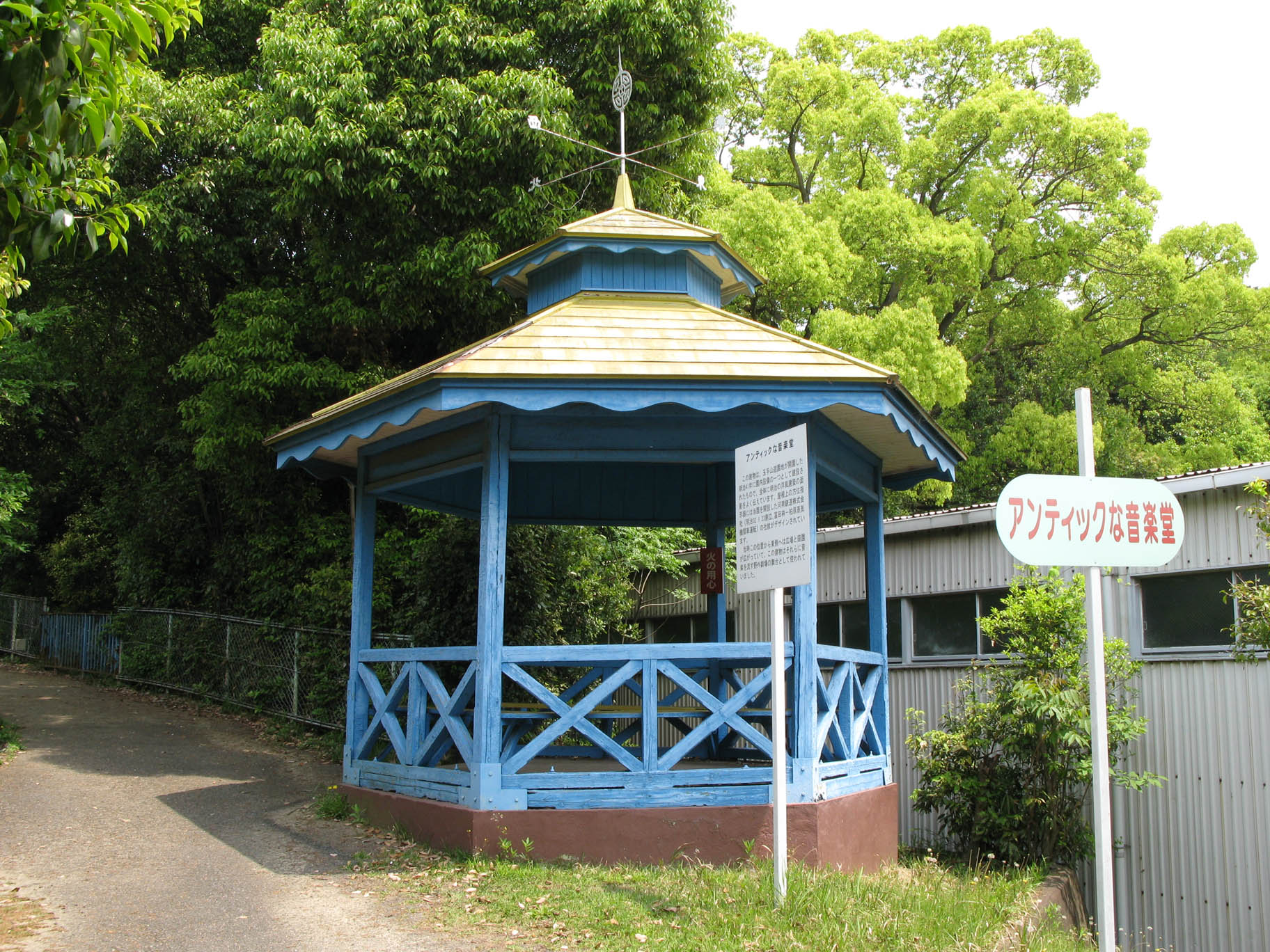
アンティックな音楽堂

- 公園内、東入口付近を中心に「玉手山古墳群」とよばれる古墳群が存在する。
- 公園内の高台には「アンティックな音楽堂」とよばれる、1908年の開園当時のガゼボがある。明治の洋風建築様式の面影が色濃く残っている。また、天辺に河南鉄道の社印が取り付けられ、現在も残っている。
- かつて玉手山付近と石川の対岸にある道明寺付近にかけては大坂夏の陣において道明寺の戦いが行われた。豊臣方の後藤基次（又兵衛）は玉手山（旧称：小松山）に陣を敷き、徳川方と戦って戦死した。公園内に両軍戦死者の供養塔、後藤又兵衛の碑や後藤又兵衛しだれ桜がある。
- 俳人小林一茶のゆかりの地でもあり、寛政7年（1795年）4月3日に葛井寺と道明寺に詣でた後、当時すでに景勝地として有名になっていた玉手山を訪れている。ここで俳句を二句詠んでおり、そのうちの一つを刻んだ句碑が公園内にある。
- 敷地内には、在阪テレビ局の柏原テレビ中継局がある。

## 問題点・課題
- 掛かりすぎる公園維持管理費

平成19年度予算で見ると玉手山公園関連維持管理費は3,138万円、これは柏原市の公園維持管理費総額7,627万円の実に41%を占めている。その内柏原市所有の敷地・建物に設置されている有料遊戯具の維持管理も含め業者への管理委託費は2,120万円に上り玉手山公園維持管理費の実に67.4%を占め、柏原市の所有する全公園の維持管理委託費の実に、36.4%（平成19年度）にも上っている。
- 市立の一般公園であるにもかかわらず警備上の理由から、夜間は閉門し立ち入り禁止であるため、帰宅後や早朝出勤前のジョギング、ウォーキング等の公園本来の目的に使用できない。
- 公共施設であるにもかかわらず、野外劇場などの利用規程がはっきりしていない。
- 有料遊戯具の設置に関して委託業者との契約内容が公開されていない。
- 来園者の殆どが近隣市町村からの外来者で占められ、柏原市民の利用率が極端に低いこと。
- たのしみ館、昆虫館等の常設館の設置意義や老朽化の激しい野外劇場その他の建造物。

等の問題がある。また、
- 観覧車などの大型遊具は撤去されているものの、実態は前身の玉手山遊園地のままであり、ゲーム機、乗り物等の有料遊技具の必要性、大幅な規模縮小も含めた運営形態の見直し
- 宗教法人との賃貸契約等の見直し

といった課題が挙げられる。

## 交通アクセス
- 近鉄南大阪線 道明寺駅下車徒歩約15分
- 近鉄大阪線 河内国分駅下車徒歩約20分